# Vaniškovce
Vaniškovce é um município da Eslováquia, situado no distrito de Bardejov, na região de Prešov. Tem 4,8 km² de área e sua população em 2018 foi estimada em 371 habitantes.

## Demografia
| Ano:        | 1994 | 2004   | 2014    | 2024   |
| ----------- | ---- | ------ | ------- | ------ |
| Broj ljudi: | 343  | 335    | 385     | 401    |
| Razlika:    |      | -2,33% | +14,92% | +4,15% |

| Ano:               | 2023 | 2024 |
| ------------------ | ---- | ---- |
| Número de pessoas: | 401  | 401  |
| Diferença:         |      | +0%  |